# 中国中西医结合学会
中国中西医结合学会是中华人民共和国中西医结合工作者组成的群众性学术团体，是中国科学技术协会主管的社会团体，1981年11月成立。

## 历史沿革
1981年11月成立时称中国中西医结合研究会。1990年改名为中国中西医结合学会。